# Эль Сид (фильм)
«Эль Сид» (англ. El Cid) — кинофильм режиссёра Энтони Манна, вышедший на экраны в 1961 году. Прототип главного персонажа — реальный Родриго Диас де Вивар (1045—1099), участник Реконкисты, национальный герой Испании.

## Сюжет
Эмир Бен Юссуф созывает эмиров мусульманской Испании и упрекает их в нежелании воевать с христианами, что противоречит по его мнению идеям ислама; Юсуф мечтает о покорении Испании, христианской Европы и мира. Эмиры начинают военные действия против христиан Испании, в результате один из отрядов был разбит кастильскими воинами под командованием дворянина Родриго Диаса де Вивара, направлявшегося тогда на свою свадьбу. Двое из эмиров Мутамир (эмир Сарагосы) и Аль Кадир (эмир Валенсии) попадают в плен. Родриго, несмотря на уговоры их казнить, отпускает их и Мутамир клянётся ему в вечной дружбе и даёт прозвище «Эль-Сид» (милосердный и справедливый).
Из-за милосердия к побеждённым врагам, граф Ордоньес называет его изменником перед королём Фердинандом I и его тремя детьми. Обвинение в измене поддерживает граф Гормаз, отец невесты Родриго Химены Диас. В результате между отцом Родриго, доном Диего и графом Гормазом происходит ссора; дон Диего называет его дважды лжецом и Гормаз бьет его в лицо перчаткой, вызывая на поединок. В тот же день поединок происходит между Гормазом и Родриго, в результате которого Гормаз получает тяжёлую рану и умирает на руках Химены.
Вскоре король Арагона Санчо I прибывает ко двору Фердинанда и возникает территориальный спор по поводу города Калаорры, поскольку каждый из королей считает его своим. Назначается поединок, в ходе которого Родриго убивает дона Мартина (представителя Арагона) и оставляет город за Кастилией. По приказу Фердинанда и вместе со старшим сыном короля принцем Санчо, он отправляется собирать дань с мусульманских эмиров, которые являются вассалами Кастилии, но попадает в подстроенную засаду, которую устроил граф Ордоньес. Воины эмира Сарагоссы Мутамира приходят ему на помощь, но попавшего в плен Ордоньеса он отпускает с миром.
По возвращении из похода, король Фердинанд устраивает свадьбу между Родриго и Хименой, которая вскоре отправляется в монастырь. Она не в силах простить Родриго гибель отца. Через некоторое время умирает король Фердинанд и разделяет королевство между тремя детьми: Санчо, Альфонсо и их сестрой Ураккой. Между сыновьями покойного короля Санчо и Альфонсо происходит ссора и друг на друга бросаются с кинжалами, но вмешавшаяся их сестра принцесса Уракка спасает Альфонсо от кинжала Санчо. Альфонсо отправлен в заточение в Самору, откуда по пути его вызволяет Родриго и доставляет в Калаорру, где правит Уракка. Вскоре воины Санчо прибывают к городу и требуют выдачи Альфонсо, угрожая атакой на город, но Уракка отказывается это сделать. Ночью Санчо погибает от кинжала убийцы, но убийца сразу же погибает от руки Родриго. Альфонсо становится королём единого государства, но Родриго заставляет его поклясться, что тот не причастен к гибели брата, на что тот соглашается со злостью.
Из-за публичного оскорбления короля, Родриго изгоняется из королевства, вскоре к нему присоединятся все ещё любящая его Химена, с которой он проводит ночь в амбаре. Наутро к нему присоединяются его воины, которые хотят разделить с ним изгнание. Спустя годы он возвращаются ко двору Альфонсо, с целью объединения мусульманских эмиров и христианской Испании, чтобы вместе воевать против войск Бен-Юсуфа, но Альфонсо и Уракка отказываются принять его предложение. Родриго отправляется в монастырь, где проживает его жена и две подросшие дочери-близнецы Эльмира и Соня, которых с отцом знакомит Химена. Родриго готовит свою армию к осаде Валенсии, правитель которой Аль-Кадир, принёс присягу Бен-Юсуфу. Тем временем армия короля Альфонсо терпит сокрушительное поражение от войск Бен-Юсуфа в битве при Заллаке, обвиняет в этом Родриго и бросает в тюрьму его жену и дочерей, откуда вскоре их вызволяет Ордоньес.
Армия Родриго (Эль-Сида), осаждающая Валенсию, решает перетянуть на свою сторону голодающих жителей и солдат гарнизона. Обратившись к ним с предложением о мире, они бросают в город из катапульт хлеб. Аль-Кадир приказывает страже разогнать их, но жители убивают стражников и Аль-Кадира, сбросив его с городской стены и открывают ворота кастильцам и их союзникам-мусульманам. Став правителем Валенсии, Эль-Сид отказывается от короны, сказав, что уже есть король Альфонсо.
Через некоторое время большое войско Бен-Юсуфа приближается к городу. Воины Эль-Сида и союзных эмиров атакуют армию Бен-Юсуфа, но в разгар битвы Эль-Сид ранен стрелой в грудь и воины принимают решение отступить в город. Умирающий Эль-Сид принимает решение вывести войска для боя на другой день, насколько он сможет. Вскоре в город прибывает Альфонсо и просит прощения у Эль-Сида, на что тот говорит о предстоящей битве. Той же ночью Эль-Сид умирает, а утром его тело, одетое в боевые доспехи везут по городу, привязанное к коню. Выехав из города, христианские и мусульманские воины атакуют воинов Бен-Юсуфа, в числе атакующих тело Эль-Сида. В рядах противника начинается паника и они отступают с большими потерями; погибает и предводитель Бен-Юсуф. Разбитая армия Бен-Юсуфа бежит на корабли к морю и несёт потери. После выигранной битвы король Альфонсо и христиане молятся за Эль-Сида, а на стенах города за этим смотрят Химена с маленькими дочерьми.

## В ролях
- Чарлтон Хестон — Родриго Диас де Вивар (Эль-Сид)
- Софи Лорен — Химена
- Раф Валлоне — граф Ордоньес
- Женевьева Паж — принцесса Уррака
- Джон Фрейзер — принц Альфонсо
- Гэри Рэймонд — принц Санчо
- Хёрд Хэтфилд — Ариас
- Дуглас Уилмер — Мутамир
- Ральф Труман — король Фердинанд
- Герберт Лом — Юсуф ибн Ташфин {Бен Юсуф}
- Фрэнк Тринг — Аль Кадир, эмир Валенсии
- Нерио Бернарди

## Производство
В 1958 году продюсер Сэмюэл Бронстон впервые задумал снять Эль Сида до своей работы над «Королем королей» (1961), но постановка оказалась настолько сложной, что её отложили до завершения «Короля королей». В апреле 1960 года Variety объявила, что Бронстон независимо продюсирует три фильма в Испании, в один из которых входит Эль Сид. Сообщалось также, что Бронстон приобрел права на 140-страничную трактовку фильма Фредрика М. Фрэнка и за неделю до этого нанял его для подготовки сценария к июлю. В июле Энтони Манн и Филип Йордан подписали контракт на постановку и соавторство сценария фильма соответственно.
Однако основная съемка была почти отложена, когда компания Aspa Films Сезарео Гонсалеса подала иск о нарушении авторских прав против Бронстона по названию и теме проекта. Ранее, в июле 1956 года, сообщалось, что в разработке находятся два биографических фильма о Сиде: американо-испанский совместный фильм с Энтони Куинном, который должен был сыграть главную роль, и сотрудничество между RKO, Милтоном Сперлингом и Марвином Гошем. К августу 1960 года Бронстон заключил сделку по привлечению Aspa Films и Dear Film Роберта Хаггиага к производству, что сделало проект совместным американско-итальянско-испанским.

### Сценарий
Первым сценаристом был назначен Фредрик М. Франк. К середине ноября Энтони Манн, Филип Йордан и Чарльтон Хестон работали над сценарием в Мадриде, причем первые сорок страниц были переписаны Йорданом и, по словам Хестона, «улучшены по сравнению с первым черновиком, который я читал». За два дня до съемок Софи Лорен прочитала последний черновик, в котором ей не понравился её диалог. Затем она порекомендовала нанять занесенного в чёрный список сценариста Бена Барзмана для доработки сценария. Впоследствии Манн вылетел, чтобы доставить Барзмана на самолёте в Рим, где дал ему черновик, который Барзман счёл непригодным. Съёмки должны были начаться через несколько дней, и Барзман получил из библиотеки посольства Франции в Мадриде копию трагикомедии) в стихах  «Сид» Пьера Корнеля и использовал её в качестве основы для нового сценария. В экранных титрах имя Барзмана не упоминалолось и было добавлено к фильму лишь в 1999 году.
Однако в сценарии Барзмана не хватало мощных романтических сцен, что снова вызывало недовольство Лорен. Сценарист Бернард Гордон затем заявил: «Итак, [Филип] Йордан отвлек меня от того, что я делал в Париже, и сказал: «Напишите мне три или четыре любовных сцены для Лорен и Хестона», за что, черт возьми, он платил мне 1500 долларов в неделю, что было намного больше, чем я получал любым другим способом, и я просто выполнил заказ, сел и написал четыре сцены, по три или четыре страницы каждая. Сцены которые я написал есть в картинке Лорен тоже наняла сценариста Базилио Франкина, чтобы он перевел диалог на итальянский, а затем обратно на более простой английский, который она понимала. За советом по сценарию и исторической правдой испанский историк Рамон Менендес Пидаль выступал в качестве исторического консультанта сценаристов и режиссера фильма. Натуралист Феликс Родригес де ла Фуэнте также помогал использовать хищных птиц и других животных.

### Кастинг
Чарльтон Хестон и Софи Лорен были первыми кандидатами Бронстона.  Летом 1960 года Хестон получил черновик Фрэнка, который он охарактеризовал как «плохой, от минимально приемлемого до дерьмового», но роль его заинтриговала. Он вылетел в Мадрид, чтобы встретиться с Бронстоном, Йорданом и Манном, которые обсуждали с ним роль. 26 июля 1960 года было объявлено о утверждении на роль. В ходе исследования своей роли Хестон прочитал El Cantar de mio Cid и организовал встречу с историком Рамоном Менендесом Пидалем в Мадриде. Изначально Лорен не могла сыграть Химену, и Жанна Моро на короткое время рассматривалась как актриса на замену . В другом источнике говорится, что на эту роль такжке предлагали Эве Гарднер, но она отказалась, чувствуя, что роль Хестоны была слишком сложной. Затем Манн предложил свою жену Сару Монтьель, но Хестон и Бронстон отказались. В конце концов, Лорен нашла время, но только на десять-двенадцать недель, за которые ей заплатили 200 000 долларов; продюсер Сэмюэл Бронстон также согласился платить 200 долларов в неделю за её парикмахерскую.
Первоначально Орсону Уэллсу предложили сыграть Бена Юсуфа, но он настоял на том, чтобы на съемочной площадке его исполнял дублер, а он дублировал свои реплики во время пост-продакшена. Бронстон отказался. Для других мужских ролей искали в первую очередь британских актёров,  большая часть основных кастингов была завершена к началу ноября 1960 года. В том же месяце, 30 ноября, к актёрскому составу присоединился Херд Хэтфилд. По крайней мере, четыре актрисы прошли кинопробы на роль Доньи Урраки. Женевьева Пейдж выиграла и её утвердили на роль 16 декабря 1960 года.

### Съёмки
Фильм снимался в Испании, в частности, в историческом городе Ампудия провинции Паленсия и замке Торрелобатон в провинции Вальядолид автономного сообщества Кастилия-Леон, в крепости тамплиеров Пеньискола близ Валенсии, в Португалии в замке Бельмонте, а также в замке Бамборо в Нортумбрии (Великобритания).
Битва за Валенсию снималась на своем историческом месте вдоль пляжей Пеньисколы. Основные съемки начались 14 ноября 1960 года в студии Sevilla Studios в Мадриде. Сообщалось, что на съёмку экстерьера в Испании ушло не менее четырёх месяцев, после чего последует последний месяц внутренних съемок в Cinecittà Studios в Риме.
Сцены с Лорен были сняты первыми, так как изначально она была доступна на двенадцать недель. Съемки длились восемь часов в день. К январю 1961 года её роль была значительно расширена. Одновременно с этим второй режиссёр Якима Канутт  производил съёмки боевых сцен второй части. По мере продвижения съёмок к декабрю 1960 года съёмки боев проходили вдоль перевала Гвадаррама. Специально для второй части фильма Хестон предложил отрастить бороду с седыми пятнами и носить шрам на лице, чтобы продемонстрировать боевые шрамы дона Родриго за десятилетний перерыв.
Когда первая половина фильма была почти завершена, съемки битвы за Валенсию были сняты на месте в Пеньисколе: в течение трех месяцев сотни конструкторов производственного персонала возводили городские стены, перекрывая современные здания. 1700 обученных пехотинцев были взяты в аренду у испанской армии, а также 500 всадников — у муниципального почетного караула Мадрида. 15 боевых машин и осадные башни были воссозданы по историческим данным около аутентичных памятныков архитектуры, а 35 лодок были украшены зубчатыми стенами, чтобы изобразить мавританский флот. Напряжение между Манном и Кануттом нарастало, когда Манн сам пытался снять сцену. Когда эпизод был почти закончен, Канутт провел три дня, снимая основные кадры, вдобавок к более длинным планам, которые Манн ранее снял. В своей автобиографии Хестон выразил неудовлетворение настойчивостью Манна в том, чтобы самостоятельно снимать сцены битв, считая, что Канутт был более компетентным и эффективным.
В апреле 1961 года последний эпизод фильма — дуэль за Калаорру — снимался недалеко от замка Бельмонте. Сцену поставил Канутт. Перед съемками Хестон и британский актёр Кристофер Родс в течение месяца тренировались в использовании оружия под руководством координатора трюков Энцо Мусумечи Греко. На съемку боя ушло пять дней, всего 31 час боя до редактирования. Для этого эпизода было снято 70 000 футов пленки, которая в конечном итоге была уменьшена до 1080 футов, оставшихся в фильме.

### Дизайн костюмов
Художники по костюмам Вениеро Коласанти и Джон Мур руководили штатом из 400 швей, которые потратили около 500 000 долларов на производство одежды в средневековом стиле в местной компании по снабжению Casa Cornejo, недалеко от Мадрида. Самым дорогим предметом костюма был черно-золотой бархатный халат, который король Альфонсо VI носил во время фильма, он был сшит во Флоренции, из материалов, специально сотканных в Венеции. Всего в фильме было использовано более 2000 костюмов. Для производства оружия Samuel Bronston Productions искала несколько местных испанских компаний. Casa Cornejo предоставила 3000 боевых шлемов и сотни кожаных курток с железными заклепками. Фабрика Garrido Brothers, расположенная в Толедо, Испания, работала по эксклюзивному контракту в течение восьми месяцев, производя 7000 мечей, ятаганов и копий. Энтони Луна, мадридский производитель реквизита, изготовил 40 000 стрел, 5 780 щитов, 1 253 средневековых ремней, 800 булав и кинжалов, 650 костюмов кольчуг (сотканных из конопли и покрытых металлическим лаком) и 500 седел.

## Реакция критики
Босли Кроутер из «Нью-Йорк Таймс» писал: «Трудно вспомнить картину — не исключая Генриха V, Айвенго, Елены Троянской и, естественно, Бен-Гура, — в которой так великолепно собраны декорации, царские обряды и войны, и сняты такими, какие они есть во всем великолепии ... Чистая графическая структура изображений, внушительное расположение сцен, динамичный поток действия на ярком фоне — всё это снято цветной камерой 70 мм и спроецировано на Super-Technirama экран, придает этой постановке те грандиозность и красноречие, которые вы должны оценить сами». Variety оценил фильм как «динамичный, насыщенный цветами, усыпанный трупами... Испанские пейзажи великолепны, костюмы ярки, кольчуги и стальное снаряжение Толедо впечатляют». В Time писали: «Удивительно, но картина хороша — может быть, не так хороша, как Бен-Гур, но в любом случае лучше, чем любая постановка со времен Спартака». Они также отметили, что «в эпопее Бронстона есть свои затруднения. Сам Эль Сид, который также грубо современен, кажется не столько бичом язычников, сколько борцом за гражданские права. И бывают моменты, когда Герой Хестона выглядит так, будто ему нужна вышка, чтобы помочь ему с этим палашом. Тем не менее, Энтони Манн справился со своим огромным материалом с твердостью, элегантностью и верным чувством крепкого эпического ритма».
Harrison's Reports похвалил Хестона и Лорен и резюмировал фильм как «сильный, вдумчивый и проникновенный, романтичный и сильно драматичный. Это кино-развлечение, поднимающееся на новые высоты пышность и зрелищность». Филип К. Шойер из Los Angeles Times начал свой обзор, написав: «Эль Сид возвращает азарт кинопроизводства; он может даже вернуть азарт кино. Он такой же, как Бен-Гур, если не больше. Если добавить в повествование еще нескольких связующих элементов и убрать  лишнее, это могло бы быть здорово». Newsweek описал фильм как «битком набитый рыцарскими поединками и сражениями, а его звуковая дорожка напоминает аэропорт Айдлуайлд в напряженный день, но драматизм в нем взрывается со всей силой сковороды попкорна ". Рецензент также высмеял направление Манна как «медленное, величественное и растерянное, в то время как мисс Лорен и Хестон проводят большую часть картины, просто глядя друг на друга».
У Софи Лорен была серьёзная проблема с продвижением фильма Бронстоном, проблема настолько важная для неё, что Лорен подала на него в суд за нарушение контракта в Верховном суде Нью-Йорка. Как это описано в Time: «На площади 600 кв. футов на рекламном щите, выходящем на юг, над Таймс-сквер на Манхэттене, имя Софи Лорен высвечивается световыми буквами, которые можно прочитать на приближающемся лайнере, но — Mamma mia! — это имя стоит под именем Чарлтона Хестона. На языке жалобы: «Если обвиняемым разрешено поместить имя депонента ниже имени Чарлтона Хестона, то будет казаться, что статус депонента будет ниже, чем у Чарлтона Хестона… Невозможно определить или даже оценить размер ущерба, который понесет истец"».

## Последующие отзывы
Во время переиздания фильма в 1993 году Мартин Скорсезе похвалил «Эль Сида» как «один из величайших эпических фильмов, когда-либо созданных». Джеймс Берардинелли из Reel Views дал фильму три звезды из четырёх. В своем обзоре он почувствовал, что "Эль Сид чаще обращается к смешному, чем к возвышенному. Возможно, если бы фильм не воспринимал себя так серьезно, не было бы возможности для непреднамеренного смеха, но от напыщенного диалога до «Эль Сид» настолько важен, насколько это может быть кино. Тем не менее, бывают моменты захватывающего дух, почти непревзойденного великолепия, когда создатели фильма достигают грандиозных устремлений, к которым они стремятся. Ричард Кристиансен за фильм. «Чикаго Трибьюн» дала фильму две с половиной звезды из четырёх. Он прокомментировал, что "… смотреть фильм сегодня — утомительно. Большая часть его прославления героического романтизма кажется либо глупо раздутой, либо грубо плоской в этот негероический век ", и Хестону и Лорен не хватало романтической химии.
Ричард Корлисс, обозреватель Time, писал, что «Как и лучшие боевики, Эль Сид одновременно беспокойный и умный, с персонажами, которые анализируют свои страсти, когда они красноречиво их формулируют. Сцены при дворе, в частности, имеют сложную интригу, если не Поэзия шекспировской исторической пьесы. Это богатство особенно очевидно в любовной истории фильма». На сайте агрегатора рецензий «Гнилые помидоры» рейтинг одобрения фильма составляет 92 % на основе 12 обзоров со средней оценкой 6.9/10.

## Награды и номинации
- 1961 — премия Британского общества кинооператоров (Роберт Краскер)
- 1962 — три номинации на премию «Оскар»: лучшая музыка (Миклош Рожа), лучшая оригинальная песня (Миклош Рожа, Пол Фрэнсис Уэбстер, песня «Love Theme from El Cid (The Falcon and the Dove)»), лучшая работа художника и декоратора (Веньеро Коласанти, Джон Мур)
- 1962 — номинация на премию Гильдии режиссёров США за лучшую режиссуру — Художественный фильм (Энтони Манн)
- 1962 — специальная премия «Золотой глобус» за заслуги (Сэмюэл Бронстон), а также три номинации: лучший фильм-драма, лучший режиссёр (Энтони Манн), лучшая музыка (Миклош Рожа)